# ريتسكو أكاجي
ريتسكو أكاجي (باليابانية: 赤木 リツコ
) هي شخصية خيالية من أنمي ومانغا نيون جينيسيس إيفانجيليون. ولدت في 21 نوفمبر من عام 1984.

## الشخصية والصفات
هي رئيسة القسم الأول لقسم التكنولوجيا في مقر نيرف، وواحدة من المطورين الرئيسيين لوحدات إيفانجيليون. في عام 2005، أثناء الكلية، التقت ريتسكو وأصبحت صديقة لميساتو كاتسوراغي، وكذلك صديقها كاجي، الذي تراه ريتسكو مزعجًا. في عام 2008، بعد الانتهاء من دراستها في طوكيو-2، انضمت ريتسكو إلى مركز أبحاث جيهيرن كرئيسة للمشروع إي. بعد انتقالها إلى الوكالة الخاصة نيرف، أصبحت ريتسكو مسؤولة عن إدارة الحاسوب العملاق ماجي. في نيرف، تتواصل ريتسكو عن قرب مع حبيب والدتها جيندو إيكاري، وتتعرف على معلومات سرية تم حجبها عن جميع الأعضاء الآخرين في المنظمة تقريبًا.
ريتسكو عقلانية، ولديها حس قوي بالانضباط والحكم المنفصل. تجد صعوبة في التوفيق بين هذه الجوانب من شخصيتها، والتي غالبًا ما تكون مصدرًا للتناقضات العنيفة والعاطفية. تُظهر ريتسكو تصميمًا كبيرًا ولا مبالاة، وتتردد في الحديث عن نفسها، حتى مع الأصدقاء القدامى، مما يؤدي في النهاية إلى كسر صداقتها مع ميساتو بنهاية المسلسل. وعلى الرغم من مظهرها العقلاني والمتحفظ، إلا أنها حساسة ومعبرة وعاطفية. في بداية مسيرتها الجامعية، صبغت ريتسكو شعرها باللون الأشقر لتمييز نفسها عن والدتها ناوكو. وقعت لاحقًا في حب جيندو إيكاري، الذي دخلت معه في علاقة رومانسية سرية وعرضت عليه مهاراتها العلمية وجسدها. تشعر ريتسكو بالغيرة من ريه، مركز اهتمام جيندو، وتشعر بالاستغلال والخيانة، فتقوم بأعمال انتقامية متهورة ضده. في نهاية إيفانجيليون، لم تعد ريتسكو قادرة على التحكم بمشاعر الحب والكراهية؛ فحاولت تدمير مقر نيرف، قائلةً: «أمي، هل تريدين الموت معي؟». إلا أن حاسوب كاسبر، الذي طُبعت فيه شخصية ناوكو، رفض أمر التدمير الذاتي، فأطلق غيندو النار على ريتسكو وأرداها قتيلة.